# Басейновий округ (Росія)
Басейновий округ — основна одиниця управління в галузі використання і охорони водних об'єктів Росії, яка складається з річкових басейнів і пов'язаних з ними підземних водних об'єктів і морів. Басейнові округи в Росії з'явилися 2006 року в зв'язку з прийняттям нового Водного кодексу.
Відповідно до статті 28 Водного кодексу в Російській Федерації встановлено двадцять басейнових округів:
1. Балтійський басейновий округ;

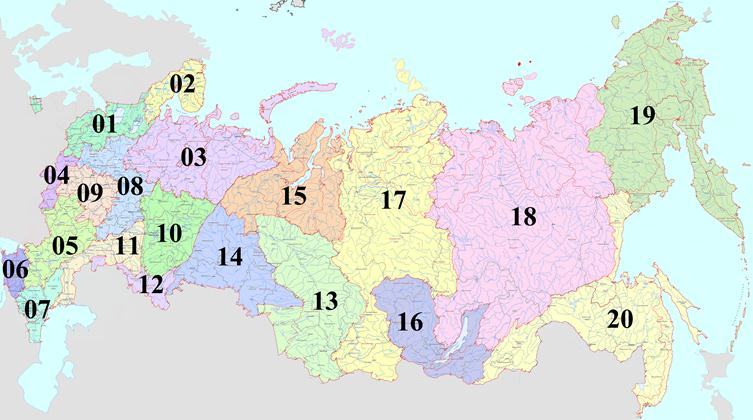
20 басейнових округів Росії (згідно з наказом Мінприроди від 11 жовтня 2007 року № 265). Див. також детальну карту.

2. Баренцово-Біломорський басейновий округ;
3. Двінсько-Печорський басейновий округ;
4. Дніпровський басейновий округ;
5. Донський басейновий округ;
6. Кубанський басейновий округ;
7. Західно-Каспійський басейновий округ;
8. Верхньоволзький басейновий округ;
9. Окський басейновий округ;
10. Камський басейновий округ;
11. Нижньоволзький басейновий округ;
12. Уральський басейновий округ;
13. Верхньообський басейновий округ;
14. Іртишський басейновий округ;
15. Нижньообський басейновий округ;
16. Ангаро-Байкальський басейновий округ;
17. Єнісейський басейновий округ;
18. Ленський басейновий округ;
19. Анадир-Колимський басейновий округ;
20. Амурський басейновий округ;
21. Кримський басейновий округ.

В межах басейнових округів створюються басейнові ради, до складу яких включаються представники федеральних органів виконавчої влади, органів державної влади суб'єктів Російської Федерації, органів місцевого самоврядування, а також можуть включатися представники водокористувачів, громадських об'єднань, громад корінних нечисленних народів Півночі, Сибіру і Далекого Сходу Російської Федерації.